# Cortez Allen
Cortez Lequon Allen (San Diego, 29 ottobre 1988) è un giocatore di football americano statunitense che gioca nel ruolo di cornerback per i Pittsburgh Steelers della National Football League (NFL). Fu scelto nel corso del quarto giro (128º assoluto) del Draft NFL 2011 dai . Al college ha giocato a football a The Citadel, The Military College of South Carolina.

## Carriera professionistica

### Pittsburgh Steelers

#### 2011
Allen fu scelto dai Pittsburgh Steelers nel corso del quarto giro del Draft 2011.  Debuttò come professionista nella settimana 1 giocando negli special team contro i Baltimore Ravens on special teams. La settimana successiva, Allen e Arnaz Battle mentre giocavano con lo special tea placcorono Leon Washington dei Seattle Seahawks durante un ritorno di kickoff nel terzo periodo. Nella settimana 7 contro gli Arizona Cardinals, Allen fece la prima appazione come defensive tackle. La settimana successiva mise a segno 4 tackle contro i New England Patriots, contribuendo a limitare, assieme alla sua difesa, Tom Brady a 198 yard passate. Nella settimana 17 contro i Cleveland Browns, Allen si infortunò a una spalla e non poté disputare il primo turno di playoff contro i Denver Broncos. La sua stagione da rookie si concluse con 15 tackle.

#### 2012
Nella stagione 2012, Allen giocò 15 partite, di cui tre come titolare. Mise a segno 55 tackle, 10 passassi deviati, 2 intercetti ritornati per 6 yard e forzò 3 fumble. Allen mise a segno un massimo di 5 tackle nella partita del giovedì notte della settimana 6 contro i Tennessee Titans. Nella settimana 16 contro i Cincinnati Bengals, Allen intercettò due passaggi di Andy Dalton e forzò un fumble del ricevitore di Cincinnati A.J. Green. Nell'ultima gara della stagione contro i Cleveland Browns, Allen forzò due fumble, i quali furono entrambi convertiti successivamente dagli Steelers in touchdown. Nel secondo quarto, Allen strappò il pallone dalli mani di Josh Gordon, con Lawrence Timmons lo recuperò. In seguito, nel quarto periodo, Allen forzò un fumble di Travis Benjamin dopo che questi aveva ricevuto un passaggio, ritornandolo per 21 yard.

#### 2013
Il primo intercetto della stagione 2013, Allen lo fece registrare nella sconfitta della settimana 8 contro gli Oakland Raiders. Nella vittoria del penultimo turno della stagione contro i Green Bay Packers intercettò un altro passaggio e lo ritornò per 40 yard segnando il primo touchdown in carriera. La sua annata si concluse con 51 tackle in 14 presenze, 8 delle quali come titolare.

## Vittorie e premi
Nessuno

## Statistiche
| Partite totali      | 44  |
| Partite da titolare | 11  |
| Tackle              | 121 |
| Sack                | 0,0 |
| Intercetti          | 4   |
| Fumble forzati      | 3   |

Statistiche aggiornate alla stagione 2013